# Славена (співачка)
Славена Шуганова (нар. 19 липня 1986 року, Стара Загора, НРБ) — болгарська співачка.

## Біографія
Славена Шуганова народилася 19 липня 1986 року у місті Стара Загора. Закінчила Національну школу фольклорного мистецтва «Филип Кутев» (Котел) (вивчала гру на піаніно).

## Дискографія
- Отблизо (2010)